# 阿尔方·德·波利尼亚克
阿尔方·德·波利尼亚克（Alphonse de Polignac，1826年—1863年），法国数学家。1849年，他提出了波利尼亚克猜想：对所有自然数k，存在无穷多个素数对 (p, p + 2k)。k = 1的情况就是孪生素数猜想。